# Roberto Soldić
Roberto Soldić (Vitez, 25. siječnja 1995.) je hrvatski majstor borilačkih vještina podrijetlom iz Viteza u BiH.

## Životopis
Rođen je u Vitezu 25. siječnja 1995. godine.
U rujnu 2017. obranio je naslov Superior FC prvaka u velter kategoriji u MMA-u pobijediviši Engleza Deza Parkera u završnom meču u njemačkom Ludwigshafenu tehničkim nokautom u prvoj rundi.
U prosincu 2017. postao je KSW prvak u velter kategoriji pobijedivši Borysa Mankowskog, dok je obranu titule u velter kategoriji 14. travnja 2018. prenosila i hrvatska RTL Televizija čime se dodatno predstavio domaćoj javnosti.

## Borbe
| Ishod   | Nadnevak            | Priredba                                           | Protvnik             | Ishod borbe     | Odigrane runde | Vrijeme | Napomena                                                            |
| ------- | ------------------- | -------------------------------------------------- | -------------------- | --------------- | -------------- | ------- | ------------------------------------------------------------------- |
| pobjeda | 14. studenog 2020.  | KSW 56: Poljska vs. Hrvatska                       | Michał Materla       | tehnički nokaut | 1              | 4:40    | Debi u srednjoj kategoriji 85 kg.                                   |
| pobjeda | 14. rujna 2019.     | KSW 50: London                                     | Michał Pietrzak      | sudačka odluka  | 3              | 5:00    | Catchweight 80 kg.                                                  |
| pobjeda | 18. svibnja 2019.   | KSW 49: Soldić vs. Kaszubowski                     | Krystian Kaszubowski | nokaut          | 1              | 3:35    | Obranio titulu prvaka KSW u Velter kategoriji.                      |
| pobjeda | 1. prosinca 2018.   | KSW 46: Narkun vs. Khalidov 2                      | Vinicius Bohrer      | nokaut          | 1              | 0:26    | Catchweight 80 kg.                                                  |
| pobjeda | 6. listopada 2018.  | KSW 45: The Return to Wembley                      | Dricus Du Plessis    | tehnički nokaut | 3              | 2:26    | Osvojio titulu prvaka KSW u Velter kategoriji (2).                  |
| poraz   | 14. travnja 2018.   | KSW 43 - Soldić vs. Du Plessis                     | Dricus Du Plessis    | tehnički nokaut | 2              | 1:38    | Izgubio titulu prvaka KSW u Velter kategoriji.                      |
| pobjeda | 23. prosinca 2017.  | KSW 41 - Mankowski vs. Soldic                      | Borys Mankowsky      | tehnički nokaut | 3              | 5:00    | Osvojio titulu prvaka KSW u Velter kategoriji.                      |
| pobjeda | 14. listopada 2017. | CWFC 87 - Cage Warriors Fighting Championship 87   | Lewis Long           | nokaut          | 1              | 0:40    |                                                                     |
| pobjeda | 16. rujna 2017.     | Superior FC 18 - Superior Fighting Championship 18 | Dez Parker           | tehnički nokaut | 1              | 3:29    | Obranio titulu prvaka Superior FC u Velter kategoriji.              |
| pobjeda | 8. lipnja 2017.     | SBC 14 - Serbian Battle Championship 14            | Slobodan Vukić       | nokaut          | 1              | 1:04    |                                                                     |
| pobjeda | 11. ožujka 2017.    | Superior FC 16 - Superior Fighting Championship 16 | Rafal Lewon          | tehnički nokaut | 3              | 1:56    | Osvojio titulu prvaka Superior FC u Velter kategoriji.              |
| pobjeda | 17. prosinca 2016.  | FFC 27 - Night of Champions                        | Ivica Trušček        | tehnički nokaut | 1              | 1:47    | Osvojio titulu prvaka Final Fight Championship u Velter kategoriji. |
| pobjeda | 1. listopada 2016.  | SMMAC - Swiss MMA Championship 4                   | Pascal Kloser        | tehnički nokaut | 1              | 1:34    | Osvojio titulu prvaka SMMAC u Velter kategoriji.                    |
| poraz   | 18. lipnja 2016.    | Tech-Krep FC - Prime Selection 8                   | Jaroslav Amosov      | sudačka odluka  | 3              | 5:00    |                                                                     |
| pobjeda | 5. ožujka 2016.     | SBC 8 - Serbian Battle Championship                | Vaso Bakočević       | tehnički nokaut | 3              | 1:51    | Osvojio titulu prvaka SBC Lakoj kategoriji.                         |
| pobjeda | 23. listopada 2015. | FFC - Final Fight Championship 20                  | Saša Drobac          | sudačka odluka  | 3              | 5:00    |                                                                     |
| poraz   | 27. lipnja 2015.    | MFC 3 - Montenegro Fighting Championship 3         | Marko Radaković      | sudačka odluka  | 2              | 5:00    |                                                                     |
| pobjeda | 9. svibnja 2015.    | SBC 5 - Serbian Battle Championship                | Vladimir Prodanović  | tehnički nokaut | 2              | 1:30    |                                                                     |
| pobjeda | 15. ožujka 2015.    | AFC - Arti Fighting Championship 4                 | Savo Lazić           | nokaut          | 1              | 2:05    |                                                                     |
| pobjeda | 21. prosinca 2014.  | Thunderman - Fight Night Metkovic 1                | Mladen Ponjević      | gušenje         | 1              | 0:35    |                                                                     |
| pobjeda | 19. listopada 2014. | AFC - Arti Fighting Championship 3                 | Ante Alilović        | tehnički nokaut | 1              | 2:50    |                                                                     |

Ažurirano: 4. rujna 2019.